# Crazy Love (serie televisiva)
Crazy Love (크레이지 러브?, Keure-iji reobeuLR) è una serie televisiva sudcoreana del 2022, trasmessa dal 7 marzo al 26 aprile su KBS2. In lingua italiana è disponibile su Disney+.

## Trama
Noh Go-jin è una persona dall'alto quoziente intellettivo, ma allo stesso tempo estremamente arrogante, a capo di un'importante società; come segretaria ha la competente e introversa Shin-ah. In seguito al moltiplicarsi di serie e fondate minacce di morte nei suoi confronti, Go-jin decide di fingere davanti a tutti di avere avuto un'amnesia totale; al contrario Shin-ah, dopo aver saputo dal proprio medico di essere prossima alla morte, decide di fare una "follia" e fingersi la fidanzata di Go-jin. In questa particolare circostanza i due si nascondono così reciprocamente il loro segreto, ma allo stesso tempo – mentre cercano di comprendere chi sia il mittente delle lettere minatorie – hanno modo di conoscersi meglio, e sviluppare un reale "Crazy Love".